# Wartkowice (gmina)
Pour les articles homonymes, voir Wartkowice.
Wartkowice est une gmina (commune) rurale (gmina wiejska) du powiat de Poddębice, dans la Voïvodie de Łódź, dans le centre de la Pologne.
Son siège administratif (chef-lieu) est le village de Wartkowice, qui se situe environ 10 kilomètres (km) au nord de Poddębice (siège du powiat) et à 39 kilomètres au nord-ouest de la capitale régionale Łódź (capitale de la voïvodie).
La gmina couvre une superficie de 141,8 km2 pour une population de 6 360 habitants en 2006.

## Géographie
La gmina inclut les villages de:
- Biała Góra
- Biernacice
- Borek
- Bronów
- Bronówek
- Brudnówek
- Chodów
- Drwalew
- Dzierżawy
- Grabiszew
- Jadwisin
- Kiki
- Kłódno
- Konopnica
- Krzepocinek
- Łążki
- Lewiny
- Mrówna
- Nasale
- Ner
- Nowa Wieś
- Nowy Gostków
- Orzeszków
- Parądzice
- Pauzew, Pełczyska
- Plewnik Drugi
- Plewnik Pierwszy
- Polesie
- Powodów Drugi
- Powodów Pierwszy
- Powodów Trzeci
- Saków
- Sędów
- Spędoszyn
- Spędoszyn-Kolonia
- Stary Gostków
- Starzyny
- Sucha Dolna
- Sucha Górna
- Światonia
- Truskawiec
- Tur
- Ujazd
- Wartkowice
- Wierzbowa
- Wierzbówka
- Wilkowice
- Wola Niedźwiedzia
- Wola-Dąbrowa
- Wólka
- Wólki
- Zacisze
- Zalesie
- Zawada
- Zelgoszcz

### Gminy voisines
La gmina de Wartkowice est voisine des gminy suivantes :
- Dalików
- Łęczyca
- Parzęczew
- Poddębice
- Świnice Warckie
- Uniejów.

## Administration
De 1975 à 1998, la gmina était attachée administrativement à l'ancienne voïvodie de Sieradz.

Depuis 1999, elle fait partie de la nouvelle voïvodie de Łódź.

## Structure du terrain
D'après les données de 2007, la superficie de la commune de Wartkowice est de 141,8 kilomètres carrés, répartis comme telle :
- terres agricoles : 81 %
- forêts : 10 %

La commune représente 16,1 % de la superficie du powiat.

## Démographie
Données du 30 juin 2004 :
| Description        | Total  | Total | Femmes | Femmes | Hommes | Hommes |
| ------------------ | ------ | ----- | ------ | ------ | ------ | ------ |
| Unité              | Nombre | %     | Nombre | %      | Nombre | %      |
| Population         | 6 435  | 100   | 3 265  | 50,7   | 3 170  | 49,3   |
| Densité (hab./km²) | 45,4   | 45,4  | 23     | 23     | 22,4   | 22,4   |